# 博若克 (烏克蘭)
51°27′6″N 33°24′35″E / 51.45167°N 33.40972°E
博若克（烏克蘭語：Божок）是位於烏克蘭東北部的村莊，由蘇梅州科諾托普區的克羅萊韋茨市鎮負責管轄。該村處於謝伊姆河右岸，分別距離扎博洛托韋3公里和穆京3.5公里，海拔高度149米，2001年人口756。